# 矢部八重吉
矢部 八重吉（やべ やえきち、1875年 - 1945年）は日本の心理学者、精神分析家。
アメリカのコロンビア大学で心理学を学んだのち、1928年に大槻憲二、長谷川誠也（天渓）らと共に東京精神分析学研究所を創設した。公務で1930年ドイツに渡航した後、イギリスでグローバーから教育分析を受け、ウィーンで直接ジークムント・フロイトと会見した。日本人として初の国際精神分析協会認定精神分析家となり、フロイト著作集の翻訳を行うなど、日本における精神分析の先駆者となった。

## 学会
- 国際精神分析協会

## 著書

### 単著
- 『精神分析の理論と応用』 早稲田大学出版部 1932
- 『思春期の心理解剖』 万里閣 1939

### 共訳
- フロイト (対馬完治と共訳) 『自我とエス (フロイト精神分析学全集 7)』 春陽堂 1932
- ジークムント・フロイト『フロイド精神分析学全集』春陽堂、1933年。

## 論文
- 「E. グラヴァー氏の個人的印象」 『精神分析』 第1巻 5号 1933
- 「分析治療の要領」「矢部氏の分析寮」 『精神分析』 第2巻 1号 1933

## 関連人物
- ジークムント・フロイト
- 大槻憲二